# Condado de Lyman
El condado de Lyman (en inglés: Lyman County, South Dakota), fundado en 1873,  es uno de los 66 condados en el estado estadounidense de Dakota del Sur. En el 2000 el condado tenía una población de   3895 habitantes en una densidad poblacional de  personas por 1 km². La sede del condado es Kennebec.

## Geografía
Según la Oficina del Censo, el condado tiene un área total de 4421 km² (1706,9 mi²), de la cual 4247 km² (1639,8 mi²) es tierra y 174 km² (67,2 mi²) es agua.

### Municipios
El condado se divide en dieciséis pueblos: Bailey, Butte, Dorman, Fairland, Iona, Morningside, Oacoma, Agradable, Pratt, Reliance, Rex, Rose, Rowe, Sioux, Butte Stony y Vivian, y seis áreas de territorio no incorporado: Perro Negro , Lyman Lafayette, Baja Brulé, McClure, Noroeste, Sur y Lyman.

### Condados adyacentes
- Condado de Hughes - norte
- Condado de Hyde - noreste
- Condado de Buffalo - noreste
- Condado de Brule - este
- Condado de Gregory - sur
- Condado de Tripp - sur
- Condado de Mellette - sureste
- Condado de Jones - oeste
- Condado de Stanley - noroeste

### Área Nacional protegida
- Fort Pierre National Grassland (parte)

## Demografía
En el 2000 la renta per cápita promedia del condado era de $28 509, y el ingreso promedio para una familia era de $32 028. El ingreso per cápita para el condado era de $13 862. En 2000 los hombres tenían un ingreso per cápita de $22 628 versus $18 672 para las mujeres. Alrededor del 24.30% de la población estaba bajo el umbral de pobreza nacional.
| 1900 | 1910   | 1920 | 1930 | 1940 | 1950 | 1960 | 1970 | 1980 | 1990 | 2000 | Est. 2008 |
| ---- | ------ | ---- | ---- | ---- | ---- | ---- | ---- | ---- | ---- | ---- | --------- |
| 2632 | 10 848 | 6591 | 6335 | 5045 | 4572 | 4428 | 4060 | 3864 | 3638 | 3895 | 3811      |

## Localidades

### Ciudades y pueblos
- Kennebec
- Oacoma
- Presho
- Reliance
- Iona

### Lugar designado por el censo (LDC)
- Lower Brule
- Vivian

### Territorio no organizado
- Lower Brule
- Black Dog
- Central Lyman
- East Lyman
- West Lyman

### Municipios
- Municipio de Bailey
- Municipio de Iona
- Municipio de Oacoma
- Municipio de Pleasant
- Municipio de Pratt
- Municipio de Rex
- Municipio de Rose
- Municipio de Vivian

## Mayores autopistas
| - Interestatal 90 - Carretera de U.S. 83 - Carretera de U.S. 183 - Carretera Dakota del Sur 47 | - Carretera Dakota del Sur 49 - Carretera Dakota del Sur 53 - Carretera Dakota del Sur 273 - Carretera Dakota del Sur 1806 |